# XXXV Korpus Armijny (III Rzesza)
XXXV Korpus Armijny – jeden z niemieckich korpusów piechoty, uczestniczył w walkach w Związku Radzieckim. 

## Formowanie i walki
Sformowany 15 października 1939 roku w okupowanej Polsce jako dowództwo XXXV Korpusu z Dowództwa Odcinka Straży Granicznej 13. W 1942 roku rozbudowany został do korpusu i jako XXXV Korpus Armijny uczestniczył w walkach na terenie Związku Radzieckiego w latach 1942-1944. Szlak bojowy zakończył pod Bobrujskiem, gdzie został rozbity w lipcu 1944 roku przez Armię Czerwoną. Do jego rozbicia przyczyniły się oddziały 3 Armii, oraz 9 Korpusu Pancernego.  Niedobitki zostały wcielone do XIII Korpusu SS.

## Dowódcy korpusu
- gen. Rudolf Kämpfe od 19.07.1942
- gen. por. Edgar Theissen 19.07.1942 - 13.08.1942
- gen. Rudolf Kämpfe 13.08.1942 - 31.10.1942
- gen. płk Lothar Rendulic 1.11.1942 - 5.08.1943
- gen. Friedrich Wiese 5.08.1943 - styczeń 1944
- gen. Horst Großmann styczeń 1944 - luty 1944
- gen. Friedrich Wiese luty 1944 - 25.06.1944
- gen. por. Kurt-Jürgen Freiherr von Lützow 25.06.1944 - do rozbicia korpusu[1]

## Struktura organizacyjna
Skład w czerwcu 1944 roku:
- 6 Dywizja Piechoty
- 45 Dywizja Piechoty
- 134 Dywizja Piechoty
- 296 Dywizja Piechoty
- 293 Dywizja Piechoty